# Anti Submarine Detection Investigation Committee

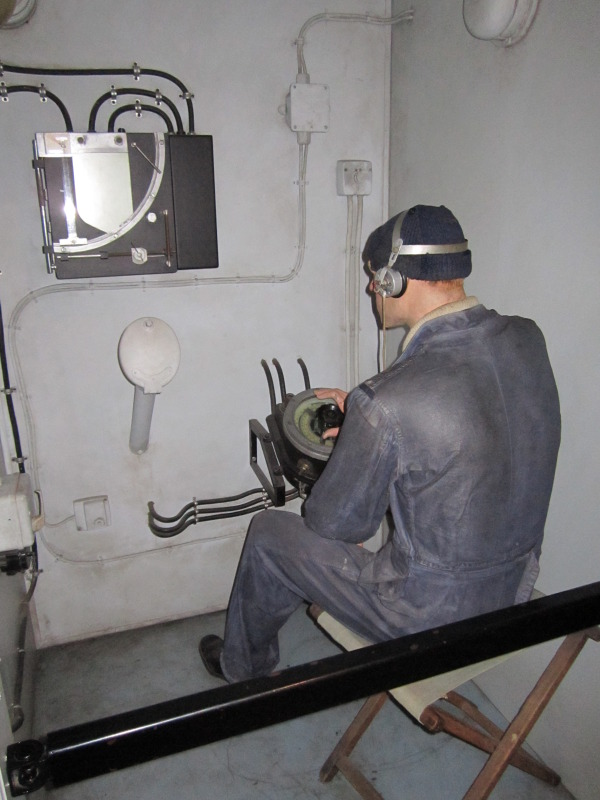
Rekonstruktion einer ASDIC-Station an Bord eines Zerstörers der Royal Navy im Merseyside Maritime Museum in Liverpool

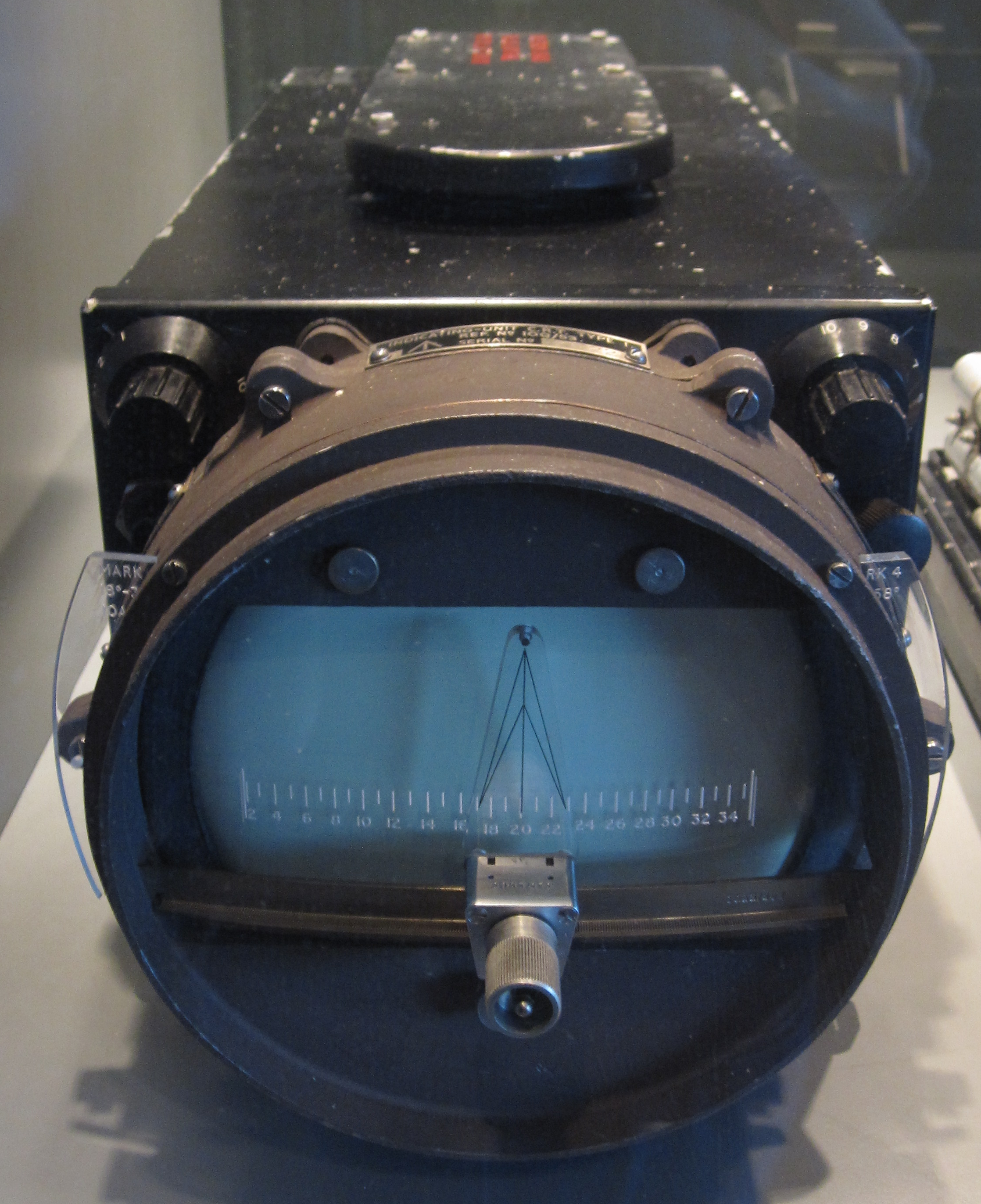
ASDIC-Anzeigeeinheit (1944)

ASDIC ist die Abkürzung für Allied oder Anti Submarine Detection Investigation Committee, wird aber meist als Bezeichnung für ein von diesem entwickeltes Ortungssystem zum Aufspüren getauchter U-Boote, einen Vorläufer des Sonars, verwendet. Funktionierende Prototypen wurden noch während des Ersten Weltkriegs entwickelt, aber erst im Zweiten Weltkrieg als technisch verbessertes Verfahren erfolgreich von den alliierten Seestreitkräften eingesetzt.
ASDIC arbeitet mit Schallwellen, die von getauchten Booten reflektiert werden. Anhand der Laufzeit und der Richtung ließ sich die ungefähre Lage und Tauchtiefe des georteten U-Bootes bestimmen.
Die Geräte (Typ 144 im Jahre 1942) arbeiteten mit piezoelektrischen Quarz-Transducern, die von Maschinensendern (300…500 Watt) gespeist wurden. Die Arbeitsfrequenz betrug 14…22 kHz für die Richtungs- und Entfernungsbestimmung, später zusätzlich 38,5 kHz für eine schräge Tiefenortung (Typ 144Q). Die Reichweite betrug etwa 2 bis maximal 3,5 km.
Britischen Zerstörern war es zunächst nicht möglich, während der ASDIC-Ortung ein getauchtes U-Boot wirkungsvoll mit Wasserbomben anzugreifen. Für eine funktionierende Ortung konnte der Zerstörer nur kleine Fahrt laufen, musste aber vor dem Werfen von Wasserbomben die Fahrtstufe „äußerste Kraft“ (AK) aufnehmen, um nicht das Risiko einzugehen, von den eigenen Wasserbomben beschädigt zu werden. Hierfür war eine entsprechende Anlaufstrecke erforderlich, was dem getauchten U-Boot Zeit zum Ausweichen gab. Die Blasenbildung der Schraube und nicht treffende Bomben behinderten nachfolgende Ortungsversuche. Das Problem wurde später mit der Einführung von Werfern beseitigt (siehe auch Hedgehog), deren Munition nur beim Auftreffen auf das Ziel explodierte.
Zunächst brachte das ASDIC um 1940/1941 noch nicht die gewünschte Wirkung, da die U-Boote meist nachts Überwasserangriffe durchführten und das System bei solchen Angriffen fast nutzlos war. Die Wende kam erst 1943, als das Radar in größerem Umfang eingeführt wurde und die bisherigen Überwasserattacken ohne eine hohe Selbstgefährdung des Angreifers fast unmöglich machte.

## Erster erfolgreicher Einsatz
Der erste erfolgreiche Einsatz von ASDIC war die Versenkung des deutschen U-Bootes U 39 (Kapitänleutnant Glattes) durch die britischen Sicherungszerstörer Faulknor, Firedrake und Foxhound am 14. September 1939. Dies war gleichzeitig der erste deutsche U-Boot-Verlust im Zweiten Weltkrieg. Dem Einsatz war der vergebliche Angriff auf den Flugzeugträger Ark Royal durch U 39 vorangegangen.

„Am 14.9 greift U 39 (Kptlt. Glattes) die Ark Royal an, doch der Torpedo detoniert vorzeitig. U 39 wird daraufhin von den Sicherungszerstörern Faulknor, Firedrake und Foxhound versenkt – der erste deutsche U-Bootverlust in diesem Krieg und zugleich der erste erfolgreiche Einsatz des zwischen den Kriegen entwickelten britischen SONAR-Unterwasserortungsgerätes (ASDIC).“